# Midt om natten (album)
 For alternative betydninger, se Midt om natten. (Se også artikler, som begynder med Midt om natten)
Midt om natten er det femte studiealbum af den danske sanger og musiker Kim Larsen. Albummet blev udgivet på Medley Records i 1983 og var samtidig soundtrack til filmen af samme navn (1984), der var instrueret af Erik Balling og havde Kim Larsen i hovedrollen. Sange som "Papirsklip", "Haveje" og "Midt om natten" er siden gået hen og blevet klassikere i dansk populærmusik. I 2004 fik duoen The Loft et stort hit med nummeret "City of Dreams", hvor de samplede "Midt om natten". Det var desuden første gang, Kim Larsen havde tilladt, at hans musik blev samplet.
Albummet lå i perioden 1983–84 nummer ét på hitlisten i 23 uger, hvilket var en rekord, indtil den blev slået af Rasmus Seebach-albummet af samme navn i 2010. Med et estimeret albumsalg på over 650.000 solgte eksemplarer er Midt om natten det bedst sælgende i Danmark nogensinde. Albummet har yderligere solgt 250.000 eksemplarer i de øvrige nordiske lande.
I undersøgelsen "Danskernes yndlingsplader og yndlingssange fra det 20. århundrede" fra 2001 blev pladen Kim Larsens Midt om natten, mens sangen blev Gasolin's "Kvinde min".

## Singler
- Susan Himmelblå/Haveje (1983 Medley, MdS 268)
- Papirsklip/Volver Volver (1984 Medley MdS 269)
- Tik Tik/Midt Om Natten (1984 Medley MdS 273 (54525))
  - også udgivet som 12" Maxisingle (1984 Medley MdX 273)
- Knock Knock (engelsk version af Tik Tik)/Sköna Flicka (1984 Medley LFS 102)
  - også udgivet som 12" Maxisingle (1984 COOK 549 152)
- 1910/Lille Pige (1984 Medley, MdS 302)

## Spor
| 1. | "Susan Himmelblå" | Kim Larsen     | Larsen   | 3:50 |
| 2. | "Papirsklip"      | Larsen         | Larsen   | 3:15 |
| 3. | "Haveje"          | Jacob Haugaard | Haugaard | 3:40 |
| 4. | "Rocco"           | Larsen         | Larsen   | 3:05 |
| 5. | "Tik tik"         | Larsen         | Larsen   | 4:45 |

| 1. | "Sköna flicka"      | Larsen                  | Larsen, Henning Pold | 2:45 |
| 2. | "Tiden står stille" | Larsen, Mogens Mogensen | Larsen, Wili Jønsson | 4:00 |
| 3. | "1910"              | Larsen                  | Larsen               | 2:45 |
| 4. | "Lille pige"        | Larsen                  | Søren Berlev         | 2:55 |
| 5. | "Volver volver"     | Larsen                  | Larsen               | 3:05 |
| 6. | "Midt om natten"    | Larsen                  | Larsen               | 4:30 |

## Medvirkende
| - Kim Larsen – tekst, musik - Jacob Haugaard – tekst, musik - Henning Pold – musik, piano, kor, bas, harmonika, flasker, bas riff, guitar - Wili Jønsson – musik, kor - Mogens Mogensen – tekst - Søren Berlev – musik - Poul Bruun - producer, mixer - Søren Wolff – co-producer, synthesizer, kor, orgel, guitar, percussion, tekniker - Franz Beckerlee – co-producer, guitar, dør - Thomas Grue – guitar, trommer, kor - Jan Lysdahl – kor, trommer, guitar - Ole Madsen – trommer, kor, tam tam - Klaus Agerschou – keyboard, synth riff, synthesizer, piano - Peter Ingemann – keyboard, synthesizer - Det Danske Drengekor – kor - Claus Nauer – bas, guitar | - Phil Barrett – guitar, synthesizer, Fairlight sampler, piano - Jens Walther – programmør - John Guldberg – guitar - Tim Stahl – piano, orgel - Steady Roland – trommer - Øyvind Ougaard – harmonika - Peter Bo Mikkelsen – tam tam, percussion - Nilla Pavlovski – Russer Karla - Erolff Linn – trommer - Ole Fick – kor - Flemming Rasmussen – tekniker - Gis Ingvardtsen – tekniker, mixer - Peter Grønbæk – tekniker - Per Gericke – tekniker - Jørgen Jessen – forsidefoto - Rolf Konow – bagsidefoto af cover |

## Hitlister
| Hitliste (1983–84)          | Højeste placering |
| --------------------------- | ----------------- |
| Danmark (Album Top-40)      | 1                 |
| Norge (VG-lista)            | 1                 |
| Sverige (Sverigetopplistan) | 37                |